# Kristoffer Nordfeldt
Bo Kristoffer Nordfeldt, född 23 juni 1989 i Katarina församling, Stockholm, är en svensk fotbollsmålvakt som spelar för AIK i Allsvenskan.

## Klubblagskarriär
Kristoffer Nordfeldt är fotbollsfostrad i IF Brommapojkarna, och började spela i klubbens A-lag säsongen 2006. Debuten i seriespelen skedde under säsongen 2008 i Superettan, medan den allsvenska debuten skedde i april 2009. Efter att BP trillade ur Allsvenskan 2010 och fick spela Superettan 2011 stannade Nordfeldt kvar i laget och stod mellan stolparna i första omgången. Under säsongerna 2008–2010 vaktade Nordfeldt målet i 75 av 90 seriematcher för BP.
Efter säsongen 2011 blev Nordfeldt kontraktslös och anslöt till SC Heerenveen under pågående säsongen 2011/12 av holländska ligan. Han debuterade i ligaspelet den 11 april 2012 när laget förlorade med 0–5 mot AFC Ajax.
I juni 2015 värvades Nordfeldt av engelska Premier League-klubben Swansea City, där han skrev på ett treårskontrakt. Den 14 januari 2020 värvades Nordfeldt av Gençlerbirliği, där han skrev på ett 1,5-årskontrakt.

### AIK

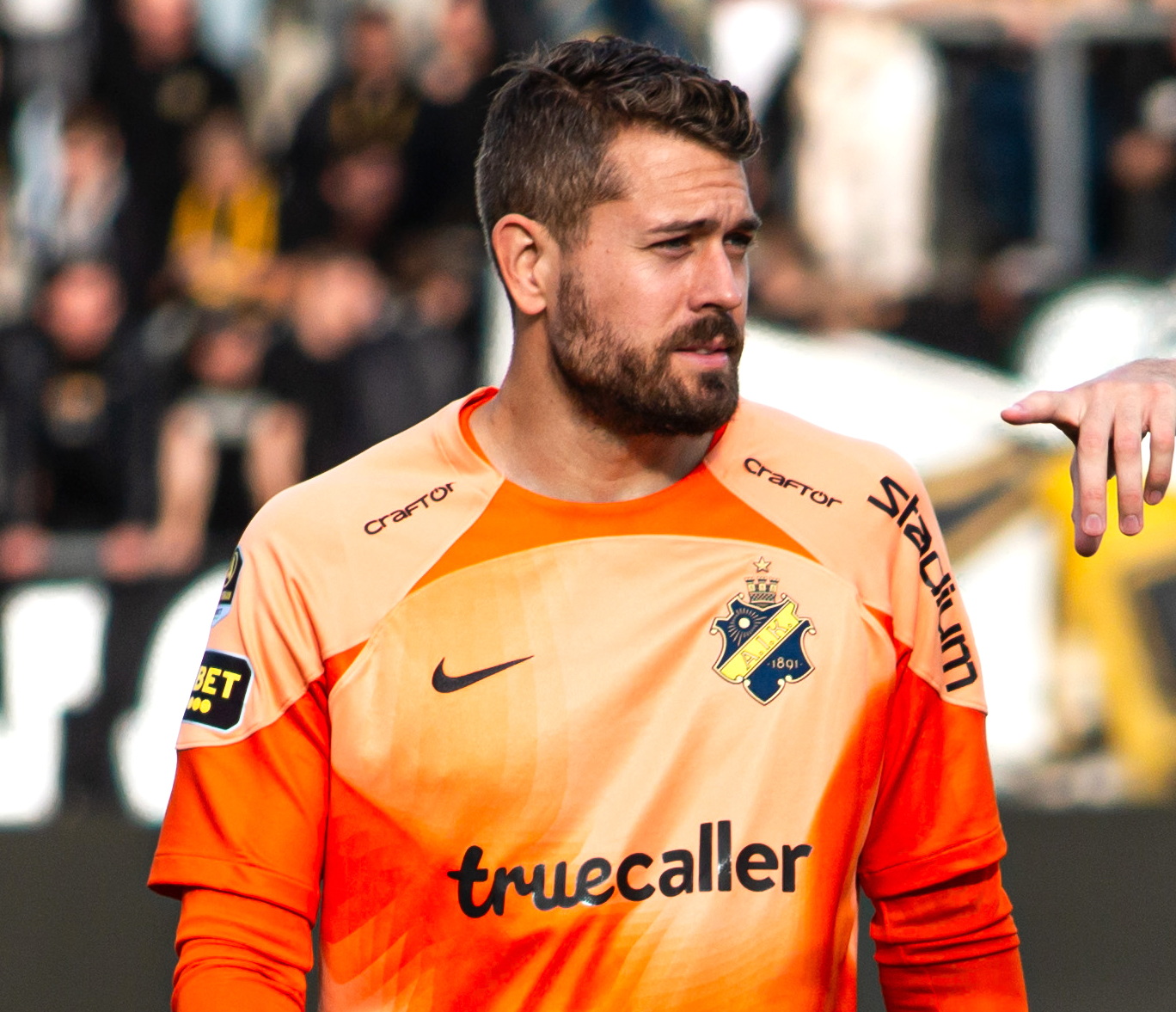
Nordfeldt spelande för AIK, oktober 2023.

Den 9 augusti 2021 skrev Nordfelt på ett korttidskontrakt med den allsvenska klubben AIK. Kontraktet sträcker sig till och med den 31 december 2021, samt att AIK fick honom gratis då hans avtal med Genclerbirligi löpte ut i juni.
Han gjorde sin debut för klubben den 19 augusti 2021 i den andra omgången av Svenska cupen 2021/2022 mot Rågsveds IF. Matchen slutade 5–0 till AIK efter två mål av Erik Ring och Nordfelt höll därmed nollan i sin första match för klubben. Han gjorde sin allsvenska-debut för klubben endast tre dagar efteråt när man slog BK Häcken med 2–1 på Friends Arena. Den första nollan i allsvenskan kom redan matchen efter när man vann över Örebro SK med 2–0 den 28 augusti 2021.
I slutet av december 2021 när hans kontrakt med klubben höll på att gå ut, skrev Nordfelt på ett fyraårskontrakt med AIK, vilket gjorde honom knuten till klubben fram till och med den 31 december 2025.

## Landslagskarriär
Nordfeldt har spelat 16 matcher för Sveriges U21-lag. I kvalet till U21-EM 2011 har han spelat 6 matcher, med en målskillnad på 12–3.
14 december 2009 blev han för första gången uttagen till A-landslaget då Sverige skulle spela sin årliga januariturné. Han fick dock ingen speltid.

## Meriter
- U21-landskamper för Sverige (sedan 2008)
- Player of the Year i Heerenveen säsongen 2014-2015[14]

## Säsongsfacit: seriematcher / mål
- 2019/20: 0 / 0 (per den 29 augusti 2019)
- 2018/19: 22 / 0
- 2017/18: 0 / 0
- 2016/17: 1 / 0
- 2015/16: 1 / 0
- 2014/15: 38 / 0
- 2013/14: 35 / 0
- 2012/13: 33 / 0
- 2011/12: 6 / 0
- 2011 (2): 28 / 0
- 2010 (1): 25 / 0
- 2009 (1): 21 / 0
- 2008 (2): 29 / 0
- 2007: 0 / 0
- 2006: 0 / 0

Parenteser: 1 = Allsvenskan, 2 = Superettan